# Sarah Piers
Sarah, Lady Piers, geborene Roydon (fl. 1697 – 1714; † 1719 in London) war eine englische Literaturmäzenin, politische Kommentatorin und Dichterin.

## Leben
Piers Abstammung ist nicht völlig sicher. Man geht davon aus, dass sie Tochter von Matthew Roydon aus Roydon oder Rawdon in West Yorkshire war und dass ihre Mutter die Martha Allen war, die am oder um den 22. August 1666 in St. Michael Paternoster Royal in London, einen Matthew Roydon heiratete. Weiter passen würde, dass Sir George Piers, 3. Baronet (1670–1720), um 1694 Sarah Roydon, eine „große Dichterin“,  heiratete. Lady Piers, deren frühester erhaltener Brief auf den 9. Juni 1697 datiert ist, hatte 1698 mindestens zwei kleine Söhne, von denen sie beide überlebte, wobei der ältere 1707 starb.
Ihr Name ist vor allem als enge Freundin und Förderin von Catharine Trotter bekannt. Sie unterstützte den Beginn der Theaterkarriere von Trotter. Umgekehrt preist Cockburn Piers' Gelassenheit, Witz und Urteilsvermögen in ihrer Widmung zu Love at a Loss, or Most Votes carry it (1701). Zwischen 1697 und 1709 pflegten Piers und Trotter eine intensiven Briefaustausch. Die Freundschaft wurde vermutlich von Delarivier Manley in ihrem erfolgreichen Schlüsselroman Atalantis (1709) in den Figuren „Zara“ (Piers) und „Daphne“ (Trotter) sowie dem „Chevalier Pierro“ (Sir George Piers) persifliert.
Im Jahr 1700 war Piers Teil des Gemeinschaftswerks The Nine Muses, einer elegischen Hommage an John Dryden. Piers Beitrag ist in der Anthologie von Germaine Greer et al. aufgeführt.
Piers war auch selbst gelegentlich Dichterin, Literaturkritikerin und politische Kommentatorin. Für Trotters The Unhappy Penitent schrieb sie 1701 ein Lobgedicht To the excellent Mrs Catharine Trotter. Das ähnliche To my much esteemed Friend, On her Play called Fatal Friendship von 1698 wird ihr auch zugeschrieben.
In einem unbetitelten Gedicht, das 1708 veröffentlicht wurde, lobt Piers in ernsthaftem Duktus die Schönheit und die Tugendhaftigkeit eines weiblichen Gemeinschaftskreises in Tunbridge Wells, in dem sie selbst verkehrte. Ihr letztes und umfangreichstes veröffentlichtes Werk ist 1714 ein 44 Seiten starkes Gedicht namens George for Britain anlässlich der Thronbesteigung Georgs I.  Darin warnt sie vor den Gefahren des Republikanismus und beschreibt die Vorteile der Monarchie.
Piers wurde am 8. September 1719 in Chelsea, Middlesex, heute London, beerdigt.